# Yuki Yamada
Yuki Yamada (山田裕貴, Yamada Yuki), né le 18 septembre 1990 dans la préfecture d'Aichi, est un acteur japonais.

## Carrière

### Cinéma
- 2011 : Tenso Sentai Goseiger vs. Shinkenger: Epic on Ginmaku : Gokai Blue
- 2011 : Gokaiger Goseiger Super Sentai 199 Hero Great Battle : Joe Gibken et Gokai Blue
- 2011 : Kaizoku Sentai Gokaiger the Movie: The Flying Ghost Ship : Joe Gibken et Gokai Blue
- 2012 : Kaizoku Sentai Gokaiger vs. Space Sheriff Gavan: The Movie : Joe Gibken et Gokai Blue
- 2012 : Kamen Rider × Super Sentai: Super Hero Taisen : Joe Gibken et Gokai Blue
- 2013 : Tokumei Sentai Go-Busters vs. Kaizoku Sentai Gokaiger: The Movie : Joe Gibken et Gokai Blue
- 2013 : Breakfast and Dinner : Hashimoto Naoto
- 2014 : Raivu
- 2014 : Gachiban: Ultra Max
- 2014 : Oretachi shōkin kasegidan : Dojima Wataru
- 2015 : Strobe Edge : Takumi Ando
- 2015 : Yamikin doggusu
- 2016 : Yamikin doggusu 2
- 2016 : Yamikin doggusu 3
- 2016 : Wolf Girl and Black Prince : Playboy
- 2016 : Fukigen na kako
- 2016 : High and Low the Movie : Yoshiki Murayama
- 2016 : Yell for the Blue Sky : Usui Kota
- 2016 : Yamikin doggusu 4
- 2016 : My Tomorrow, Your Yesterday : Hayashi
- 2017 : Yamikin dokkusu 5
- 2017 : Zou o naderu
- 2017 : Hurricane Polymar : Jōichi Kuruma
- 2017 : Tomodachi gemu gekijouban
- 2017 : Yamiki doggusu 6
- 2017 : High and Low the Movie 2: End of Sky : Yoshiki Murayama
- 2017 : Nidome no natsu, nidoto aenai kimi : Rokuro Ishida
- 2017 : Friends Games: Gekijouban Final
- 2017 : Yamiki doggusu 7
- 2017 : Ajin : Takahashi
- 2017 : Wilderness : Yuji Yamamoto
- 2017 : Wilderness 2 : Yuji Yamamoto
- 2017 : High and Low the Movie 3: Final Mission : Yoshiki Murayama
- 2017 : Demekin : Atsunari
- 2018 : Yamikin Dogs 8
- 2018 : Le Garçon d'à côté : Kenji Yamaguchi
- 2018 : Une affaire de famille : Yasu Hojo
- 2018 : Rainbow Days : Masaomi Tsutsui
- 2018 : Yamikin Dogs 9
- 2018 : Ano koro, kimi wo oikaketa : Mizushima Kosuke
- 2019 : High & Low: The Worst : Yoshiki Murayama
- 2020 : We Make Antiques 2 : Keita Makino
- 2020 : Crayon Shin-chan: Crash! Graffiti Kingdom and Almost Four Heroes : le ministre de la défense du Royaume Scribble
- 2021 : Jump!! The Heroes Behind the Gold : Takahashi Ryuji
- 2021 : Tokyo Revengers : Ryuguji Ken
- 2021 : Moeyo Ken : Yoshinobu Tokugawa
- 2021 : Hula Fulla Dance : Kazuto Taira
- 2021 : Kaizoku Sentai: Ten Gokaiger : Joe Gibken et Gokai Blue
- 2022 : The Last 10 Years : Takeru Tomita
- 2022 : Fullmetal Alchemist : La Vengeance de Scar : Solf J. Kimblee
- 2022 : One Piece Film: Red : Eboshi
- 2022 : Si tu tends l'oreille : Tatsuya Sugimura
- 2022 : Yoru Toritachiga Naku : Shinichi
- 2022 : Black Night Parade : Toma Hino
- 2023 : Blue Giant : Dai Miyamoto
- 2023 : Tokyo Revengers 2 : Ken Ryuguji
- 2023 : Tokyo Revengers 2: Bloody Halloween - Decisive Battle : Ken Ryuguji
- 2023 : Kingdom 3 : La Flamme du destin : Wan Ji
- 2023 : Godzilla Minus One : Shiro Mizushima

### Télévision
- 2011-2012 : Kaizoku Sentai Gokaiger : Gokai Blue et Joe Gibken (51 épisodes)
- 2012-2013 : Great Teacher Onizuka : Koji Fujiyoachi (13 épisodes)
- 2013 : Star Man: kono hoshi no koi : Ando-kun (10 épisodes)
- 2013-2015 : Itazura na Kiss : Ikezawa Kinnosuke (25 épisodes)
- 2015 : Hoteru konseruju : Kotarou Konno (10 épisodes)
- 2015-2016 : High & Low: The Story of S.W.O.R.D. (23 épisodes)
- 2016 : Juken no Cinderella : Yuta Okita (8 épisodes)
- 2016 : Shihei (10 épisodes)
- 2017 : Friends Games : Tenji Mikasa (4 épisodes)
- 2017 : 3-nin no Papa (10 épisodes)
- 2017 : We Never Learn : Reimu Harano (10 épisodes)
- 2017 : The Many Faces of Ito : Okita (8 épisodes)
- 2018 : Holiday Love : Yoshinobu Kuroi (8 épisodes)
- 2018 : Miss Sherlock : Yuichi Takayama (1 épisode)
- 2018 : Caseworker's Diary : Ryuichi Schichijo (10 épisodes)
- 2018 : Les Vacances de Jésus et Bouddha : l'officier de police (1 épisode)
- 2018-2023 : Special Investigation Nine : Ryo Shindo (64 épisodes)
- 2020 : Sedai Wars : Satoru Kashiwagi (8 épisodes)
- 2020 : Homeroom : Rintaro Aida (10 épisodes)
- 2020 : Sensei wo Kesu Houteishiki : Asahi Yorita (8 épisodes)
- 2021 : Police in a Pod : Hiroki Saegusa
- 2021 : Kokoha imakara rinri desu : Takayanagi (8 épisodes)
- 2021 : Hakozume: Tatakau! Koban Joshi : Takeshi Yamada (9 épisodes)
- 2023 : Themis no Kyoshitsu : Jin Aoi (11 épisodes)
- 2023 : Pending Train : Naoya Kayashima (6 épisodes)

### Théâtre
- 2013 : TRUMP : Allen Strauff (Truth) / Krauss (Reverse)